# Yu Anhui
Yu Anhui, född den 30 april 2001, är en kinesisk landhockeyspelare.

## Karriär
Yu Anhui ingick i det kinesiska lag som spelade landhockey vid OS 2024 och som tog silver.